# Phiên Ngung, Quảng Châu
Phiên Ngung (tiếng Trung: 番禺区, Hán Việt: Phiên Ngung khu) là một quận nội ô của thành phố Quảng Châu, tỉnh Quảng Đông, Trung Quốc. Quận này trước đây là một thành phố trước khi được nhập vào thành phố Quảng Châu. Tên gọi Phiên Ngung bắt đầu từ khi Tần Thủy Hoàng chiếm Quảng Đông. Nó là tên cũ của Quảng Châu ngày nay. Phiên Ngung nằm ở trung tâm của đồng bằng Châu Giang.

## Các đơn vị hành chính
Phiên Ngung có các trấn: 
1. Thị Kiều (市桥街)
2. Chung Thôn trấn (鍾村鎮)
3. Sa Cảng (沙湾街)
4. Thạch Kỳ (石碁镇)
5. Đại Thạch Nhai (大石街)
6. Lạc Phổ Nhai (洛浦街)
7. Sa Đầu Nhai (沙头街)
8. Kiều Nam Nhai (桥南街)
9. Đông Hoàn Nhai (东环街)
10. Tân Tạo trấn (新造镇)
11. Tiểu Cốc Vi Nhai (小谷围街)
12. Thạch Lầu trấn (石楼镇)
13. Hoa Long trấn (化龙镇)
14. Lãm Hạch trấn (榄核镇)
15. Đông Dũng trấn (东涌镇)
16. Đại Cương trấn (大岗镇)
17. Đại Long Nhai (大龙街)
18. Nam Thôn trấn (南村镇)
19. Thạch Bích Nhai (石壁街)